# Maasti Venkatesh Ayengar
Maasti Venkatesh Ayengar (Kolar, 6 de junio de 1891 - Bangalore, 6 de junio de 1986) fue un escritor indio en lengua canaresa, que utilizó en ocasiones el pseudónimo de Srinivasa.

## Premios
Jnanpith (1983) 

## Obra

### Épica
- Shri Rama Pattabisheka (La coronación de Shri Ram)

### Novelas
- Chikkaveera Rajendra
- Channabasava Nayaka
- Subbana
- Dombara Chenni
- Kaggegalu
- Rangana Madive (La boda de Ranga)

### Ensayos
- Kakanakote,
- Kalidasa
- Yashodhara

- Datos: Q3595269
- Multimedia: Masti Venkatesha Iyengar / Q3595269